# Winaq
Winaq — левая политическая партия в Гватемале, наиболее известным членом которой является Ригоберта Менчу, лауреатка Нобелевской премии мира из народа майя киче. Название партии («Винак»/«Уинак») происходит от слова winaq на языке киче, означающего «люди» или «человечество». Партия выросла из общин коренных народов Гватемалы.

## Идеология
В рабочем документе семинара, организованного FLACSO Guatemala и Фондом Фридриха Эберта в 2007 году, был сделан вывод, что Winaq придерживается неоднозначной идеологии, пытаясь объединить конкурирующие интересы. Позже, после заключения союза с другими левыми партиями, партия развила более выраженные левые взгляды с экосоциалистическим уклоном. Партия известна своей активностью, направленной на запрет инфраструктурных проектов, угрожающих окружающей среде, особенно рекам и качеству воды.

## История

### Становление и первые результаты
Во всеобщих выборах 2007 года учредительный комитет новой партии участвовал вместе с партией Encuentro por Guatemala, выдвинув Ригоберту Менчу кандидатом в президенты. Их коалиция заняла седьмое место на президентских выборах, показав несколько лучшие результаты на парламентских выборах, набрав 6,18 % голосов по всей стране и избрав 4 депутатов. В 2008 году партия Winaq, наконец, собрала достаточное количество членов, чтобы официально зарегистрироваться в качестве партии, что было названо газетой Guatemala Times «одним из важнейших шагов, когда-либо совершённых политическими лидерами майя в Гватемале».

### Вхождение в Широкий фронт левых
На всеобщих выборах 2011 года гватемальские левые создали альянс под названием «Широкий фронт», в который вошли политические партии «Гватемальское национальное революционное единство» (URNG-MAIZ), «Альтернатива новая нация» (ANN), «Winaq» и комитет Движения Новая Республика (MNR). Ригоберта Менчу была единогласно провозглашена кандидатом в президенты, а Анибал Гарсия — кандидатом в вице-президенты. Они получили около 3 % голосов. Партия находилась в оппозиции правительству Переса Молины и сыграла ведущую роль в его отставке, когда 24 апреля 2015 года член Конгресса Амилкар де Хесус Поп подал иск против Молины. В ответ депутату неоднократно угрожали расправой за его антикоррупционную деятельность.
Коалиция сохранилась и на выборах 2015 года, выдвинув в президенты и вице-президенты Мигеля Анхеля Сандоваля и Марио Эллинтонга соответственно, получив около 2 % голосов. На парламентских выборах альянс набрал 4,36 % голосов по всей стране, но потерял 3 мандата в Конгрессе.

### Распад коалиции
Накануне выборов 2019 года альянс распался, что вынудило партию баллотироваться самостоятельно. Несмотря на это, партия смогла набрать 3,51 % голосов, что дало ей 4 места в палате. А её кандидаты в президенты и вице-президенты Мануэль Вильякорта и Исабель Эрнандес достигли своего лучшего результата в истории партии, заняв шестое место с 5,27 % голосов. Во время своей президентской кампании Вильякорта сосредоточил внимание на коррупции, борьбе с бедностью посредством перераспределения богатств и развития инфраструктуры. После выборов партия активно выступала против правительства Алехандро Джамматтеи и поддержала протесты горняков, происходящие в Эль-Эсторе с октября 2021 года.

### Восстановленный левый альянс
7 июня 2022 года руководство партии опубликовало заявление, согласившись с призывом Мигеля Анхеля Сандоваля создать новую коалицию левых сил, которая сможет бросить вызов правящему классу. Поскольку действующий избирательный закон отдает предпочтение меньшим партиям, долго решалось, какую форму примет этот новый альянс. В конце января URNG и Winaq обнародовали свой обновлённый союз, номинировав Амилкара Попа и Монику Энрикес на предстоящие президентские выборы. Стороны также планировали привлечь новую левую партию «Семилья» к борьбе за пост мэра города Гватемала.
После победы на президентских выборах 2023 года кандидата «Семильи» Бернардо Аревало Winaq вошла в правящую коалицию, получив портфель министра труда.

## Электоральная история

### Президентские выборы
| Выборы | Кандидаты               | Кандидаты                | Первый тур | Первый тур |
| Выборы | Президент               | Вице-президент           | Голоса     | %          |
| ------ | ----------------------- | ------------------------ | ---------- | ---------- |
| 2007   | Ригоберта Менчу         | Луис Фернандо Монтенегро | 100 365    | 3,06 (#7)  |
| 2011   | Ригоберта Менчу         | Анибал Гарсия            | 145 080    | 3.26 (#6)  |
| 2015   | Мигель Анхель Сандоваль | Марио Эллинтонг          | 101 347    | 2.11 (#11) |
| 2019   | Мануэль Вильякорта      | Изабель Эрнандес         | 229 362    | 5.24 (#7)  |
| 2023   | Амилкар Поп             | Моника Энрикес           | 87 676     | 2.09 (#10) |

1. ↑  В коалиции с Encuentro por Guatemala.
2. ↑  В составе Широкого фронта левых.
3. ↑  Коалиция с «Гватемальским национальным революционным единством».

### Парламентские выборы
| Выборы | Голоса  | %           | Места    |
| ------ | ------- | ----------- | -------- |
| 2007   | 194 809 | 6.18 (#5)   | 4 из 158 |
| 2011   | 143 238 | 3.27 (#7)   | 4 из 158 |
| 2015   | 198 715 | 4.36 (#9)   | 1 из 158 |
| 2019   | 141 252 | 3.51 (№ 12) | 4 из 160 |
| 2023   | 133 694 | 3.21        | 1 из 160 |

1. ↑  В коалиции с Encuentro por Guatemala.
2. ↑  В составе Широкого фронта левых.
3. ↑  Коалиция с «Гватемальским национальным революционным единством».